# دالة ضمنية
في الرياضيات، دالة ضمنية (بالإنجليزية: Implicit function)‏ هي علاقة على الشكل R(x1,..., xn) = 0 حيث R هي دالة متعددة المتغيرات (عادة ما تكون متعددة حدود). على سبيل المثال، المعادلة الضمنية لدائرة وحدة هي {\displaystyle x^{2}+y^{2}-1=0}.
دالة صريحة (بالإنجليزية: explicit function)‏، إذا ظهر المتغير التابع للدالة في أحد طرفي معادلة وكان المتغير المستقل في الطرف الآخر كانت الدالة صريحة.
مثال ذلك {\displaystyle y=8*x^{2}+6} و {\displaystyle y=4*x-1}.

## أمثلة

### الدوال العكسية
من بين الأمثلة الاعتيادية للدوال الضمنية الدالة العكسية.
إذا كانت f دالة ل x، فإن الدالة العكسية ل f، والتي يرمز إليها ب f −1، هي الدالة التي تحقق المعادلة التالية:
{\displaystyle y=f(x)}
{\displaystyle x=f^{-1}(y).}